# Copa da Liga Escocesa 1947–48
A Copa da Liga Escocesa de 1947-48 foi a 2º edição do segundo mais importante torneio eliminatório do futebol da Escócia. O campeão foi o East Fife F.C., que conquistou seu 1º título na história da competição ao vencer a final contra o Falkirk F.C., pelo placar de 4 a 1.

## Premiação
| Copa da Liga Escocesa de 1947-48   |
| Escócia                            |
| ---------------------------------- |
| East Fife F.C. Campeão (1º título) |